# Rivière Jaune (rivière Saint-Charles)
Pour les articles homonymes, voir Rivière Jaune.
La rivière Jaune est un affluent de la rivière Saint-Charles coulant dans la région administrative de la Capitale-Nationale, dans la province de Québec, au Canada. Le cours de la rivière traverse :
- la municipalité régionale de comté (MRC) La Jacques-Cartier : municipalités de Stoneham-et-Tewkesbury et de lac-Beauport ;
- la ville de Québec[2].

Cette rivière québécoise, longue de 26,6 km, se déverse dans la rivière Saint-Charles un peu en aval de l’exutoire du lac Saint-Charles, à Québec (secteur du Lac-Saint-Charles).
Les principales routes desservant cette petite vallée sont la rue Jacques-Bédard, rue des Chalets, chemin de la Grande Ligne, rue du Vallon, boulevard Henri-Bourassa, rue de Champéry, boulevard du Lac et chemin du Tour-du-Lac.
La surface de la rivière Jaune (sauf les zones de rapides) est généralement gelée de début décembre à fin mars ; toutefois la circulation sécuritaire sur la glace se fait généralement de fin décembre à début mars. Le niveau de l'eau de la rivière varie selon les saisons et les précipitations ; la crue printanière survient en mars ou avril.

## Géographie
La rivière Jaune tire sa source à la confluence de deux ruisseaux de montagne dans Stoneham-et-Tewkesbury à environ 10 km au nord du lac Beauport, dans la partie sud-ouest des terres du Séminaire de Québec. Cette rivière coule vers le sud en traversant le secteur de Notre-Dame-des-Laurentides, à Charlesbourg, avant de se jeter dans la rivière Saint-Charles à Lac-Saint-Charles.
Son bassin versant, qui prend sa source au nord de la municipalité de Lac-Beauport, fait 82 km2 et comprend les sous-bassins du lac Beauport et du ruisseau du Valet. Le sous-bassin de la rivière Jaune se trouve dans une zone feuillue caractérisée principalement par le domaine climatique de l’érablière à bouleau jaune et à hêtre.
L’occupation du sol dans le sous-bassin de la rivière Jaune est essentiellement forestière et la majorité du territoire y est à l’état naturel. L’activité humaine y est présente sous la forme de développements urbains de faible densité en bordure de la rivière Jaune et du lac Beauport et de quelques installations récréotouristiques et de villégiature (ski, golf, établissements d’hébergement, colonies de vacances). Le sous-bassin de la rivière Jaune est également caractérisé par la présence d’une grande quantité de barrages, souvent utilisés à des fins récréatives et de villégiature.

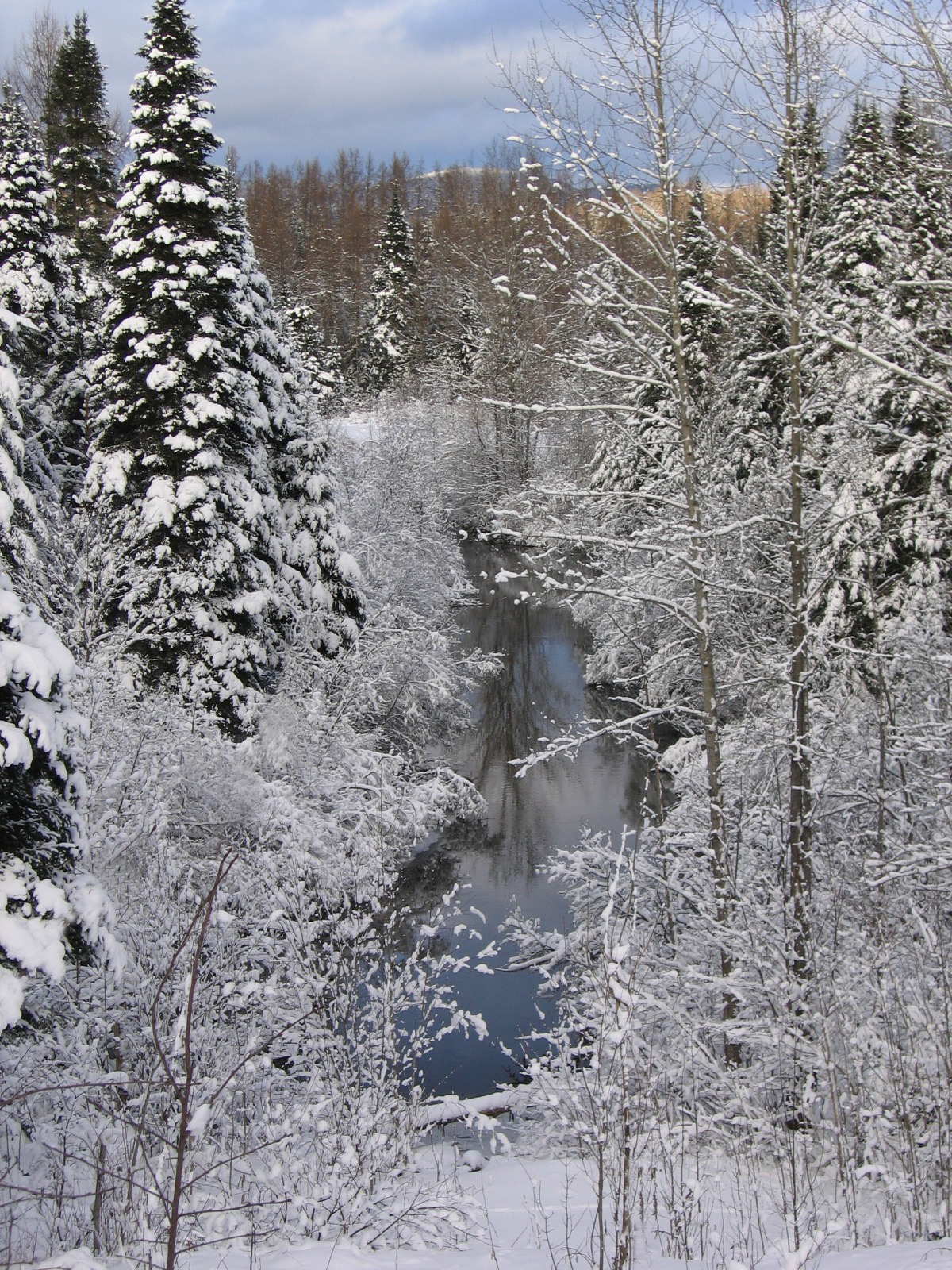
La rivière Jaune à Lac-Beauport en hiver.

Le cours de la rivière Jaune descend sur 26,6 km, avec une dénivellation de 236 m, selon les segments suivants :
- 6,1 km vers le sud avec une forte dénivellation, en entrant dans le territoire de Lac-Beauport, avant de revenir faire une courte incursion dans Stoneham-et-Tewkesbury, puis en recueillant la décharge (venant de l'ouest) des lacs Bastien, Bonnet et Bleu en fin de segment, et en traversant le lac Morin (longueur : 0,9 km ; altitude : 352 m) sur 0,7 km jusqu'à son embouchure ;
- 5,3 km vers le sud-est, en recueillant la décharge (venant de l'ouest) du lac Paisible, jusqu'à la décharge (venant de l'est) du lac Beauport ;
- 4,4 km vers les sud, en recueillant la décharge (venant de l'ouest) des lacs Neigette et Écho, en traversant la Chute Simons, en recueillant un ruisseau non identifié (venant du nord-ouest), jusqu'à la décharge (venant de l'ouest) des lacs Jaune et Josée ;
- 5,5 km vers le sud en serpentant dans une vallée évasée et encaissée, traversant le cartier Notre-Dame-des-Laurentides et bifurquant vers l'ouest en fin de segment, jusqu'à l'autoroute Laurentienne ;
- 4,4 km vers le sud-ouest en passant au nord-ouest du Mont Irma-LeVasseur dont le sommet atteint 280 m, en serpentant dans une plaine en zone urbaine et en recueillant le ruisseau du Valet (venant du nord) en fin de segment, jusqu'à son embouchure[3].

À partir de cette confluence, le courant descend sur 32,8 km généralement vers le sud-est, puis vers le nord-est, en suivant le cours de la rivière Saint-Charles.

## Toponymie
De 1898 à 1928, Rivière-Jaune fut le nom du bureau de poste desservant une petite agglomération établie autour du moulin Pelletier. L'église de la paroisse de Notre-Dame-des-Laurentides, fondée en 1905, était située à cet endroit ; son développement fut longtemps relié au travail en forêt et aux industries du bois. Quant au nom Rivière Jaune, il est ancien et Joseph Bouchette le cite en 1815. Il s'expliquerait par la couleur jaune des eaux qui ruissellent sur un fond à plusieurs endroits sablonneux.
Le toponyme rivière Jaune a été officialisé le 5 décembre 1968 à la Commission de toponymie du Québec.